# Kisznyér Sándor
Kisznyér Sándor (Kiskunfélegyháza, 1958. január 11. –) válogatott labdarúgó, középpályás, edző, sportvezető.

## Pályafutása

### Klubcsapatban
1969-ben szülővárosában kezdte a labdarúgást. 1978-ban igazolt a Kecskeméti SC csapatához, ahonnan három idény után az Újpesti Dózsához került. 1982-ben és 1983-ban is a kupagyőztes csapat tagja volt. Az 1983–84-es idényben a kupagyőztesek Európa kupájában a negyeddöntőig jutott a csapattal. 1984-ben szívproblémák miatt kellett idő előtt visszavonulnia.
A labdarúgó pályafutása után az Újpest technikai vezetője volt, majd utánpótlás szakágvezető lett.

### A válogatottban
1984-ben 1 alkalommal szerepelt a válogatottban. Négyszeres olimpiai válogatott (1982–83), négyszeres egyéb válogatott (1982–83, 1 gól).

## Sikerei, díjai
- Magyar bajnokság
  - 4.: 1981–82, 1982–83
  - 5.: 1983–1984
- Magyar kupa
  - győztes: 1982, 1983
- Kupagyőztesek Európa-kupája (KEK)
  - negyeddöntős: 1983–84

## Statisztika

### Mérkőzése a válogatottban
| Magyarország | Magyarország         | Magyarország                | Magyarország | Magyarország | Magyarország  | Magyarország       | Magyarország | Magyarország |
| #            | Dátum                | Helyszín                    | Hazai        | Eredmény     | Vendég        | Kiírás             | Gólok        | Esemény      |
| ------------ | -------------------- | --------------------------- | ------------ | ------------ | ------------- | ------------------ | ------------ | ------------ |
|              | 1983. március 23.    | Veliko Tarnovo              | Bulgária     | 1 – 1        | Magyarország  | olimpiai selejtező | -            | 66'          |
|              | 1983. szeptember 21. | Drama                       | Görögország  | 1 – 2        | Magyarország  | olimpiai selejtező | -            | 60'          |
|              | 1984. április 25.    | Moszkva, Luzsnyiki Stadion  | Szovjetunió  | 0 – 1        | Magyarország  | olimpiai selejtező | -            | 46'          |
| 1.           | 1984. május 31.      | Budapest, Üllői úti Stadion | Magyarország | 1 – 1        | Spanyolország | barátságos         | -            | 70'          |
|              | Összesen             |                             |              | 1            | mérkőzés      |                    | 0            | gól          |